# 286e régiment d'artillerie
Le 286e régiment d'artillerie (ou 286e RA) est un régiment d'artillerie de l'armée française, créé en 1917. Il combat lors de la Première Guerre mondiale et est recréé au début de la Seconde Guerre mondiale.

## Création et différentes dénominations
- 1er octobre 1917 : création du 286e régiment d’artillerie lourde à tracteurs (286e RALT) à partir du dédoublement du 86e régiment d’artillerie lourde à tracteurs (86e RALT).
- 1919 : Dissolution le 1er juillet 1919 par regroupement avec le 86e RALT.
- 1939 : création du 286e régiment d'artillerie lourde d'Afrique (286e RALA).
- 1940 : dissolution le 15 novembre 1940.

## Liste des chefs de corps
- 1917-1919[réf. souhaitée] : Jules René Maurice Jullien (1866-1942)
- 1939-1940 : ?

## Historique des campagnes, batailles et garnisons du286eRA

### La création (1917)
Le régiment est créé le 1er octobre 1917 à Verdun, à partir du 2e groupement du 86e RALT. Il est alors organisé ainsi :
- Ier groupe (ex-VII/86e RALT) : canons de 155 C Filloux
- IIe groupe (ex-VIII/86e RALT) : mortiers de 220 TR
- IIIe groupe (ex-IX/86e RALT) : mortiers de 220 PFM
- IVe groupe (ex-X/86e RALT) : mortiers de 220 PFM
- Ve groupe (ex-XI/86e RALT) : mortiers de 280 Schneider
- VIe groupe (ex-XII/86e RALT) : mortiers de 220 ACS

### L'occupation de l'Allemagne (1919)
En réserve le 11 novembre 1918, le régiment rejoint en janvier 1919 Worms en Allemagne, où il est victime de l'épidémie de grippe espagnole qui sévit en Europe. En mars, il rejoint Mayence, qu'il quitte en mai.
À partir de février 1919 les batteries étaient progressivement dissoutes. Le 1er juillet 1919, le régiment est dissous par fusion dans le 86e RALT.

### La Seconde Guerre mondiale (1939-1940)
Le régiment est reformé à la mobilisation de 1939 : le Ve groupe le 30 août 1939[réf. nécessaire] à Oran et le VIe groupe le 16 septembre 1939[réf. nécessaire] à Castres. 
Équipé de canons de 155 C Schneider régiment est rattaché à la 86e division d'infanterie d'Afrique, formée dans la région d'Oran. Le Ve groupe embarque fin septembre pour le Levant. Le VIe groupe, n'embarque pas et rejoint le 23 novembre 1939 le 80e régiment d'artillerie nord-africaine. Le 286e, réduit à son seul Ve groupe, stationne à Tripoli au Liban. Il est dissout le 16-17 novembre 1940 et ses éléments rejoignent le régiment d'artillerie métropolitaine du Levant (RAML).

## Inscriptions sur l'étendard
Néant

## Décorations
Le régiment dans son entier n'a pas reçu de décorations. Le Ier groupe est cité à l'ordre de l'armée en décembre 1917, le IIe, le IVe et le VIe à l'ordre de la division, le IVe à l'ordre de la division.
Le groupement des groupes II, IV et VI est cité à l'ordre du corps d'armée en 1918. Le IVe groupe seul est également cité cette année-là.
Enfin, le groupe B (créé par réorganisation) est cité à l'ordre de la division fin 1918.

## Insignes

### 286eRALT- 1917 à 1923
- Insignes des groupes du 286e RALT en 1918.

Insignes des groupes du en 1918.
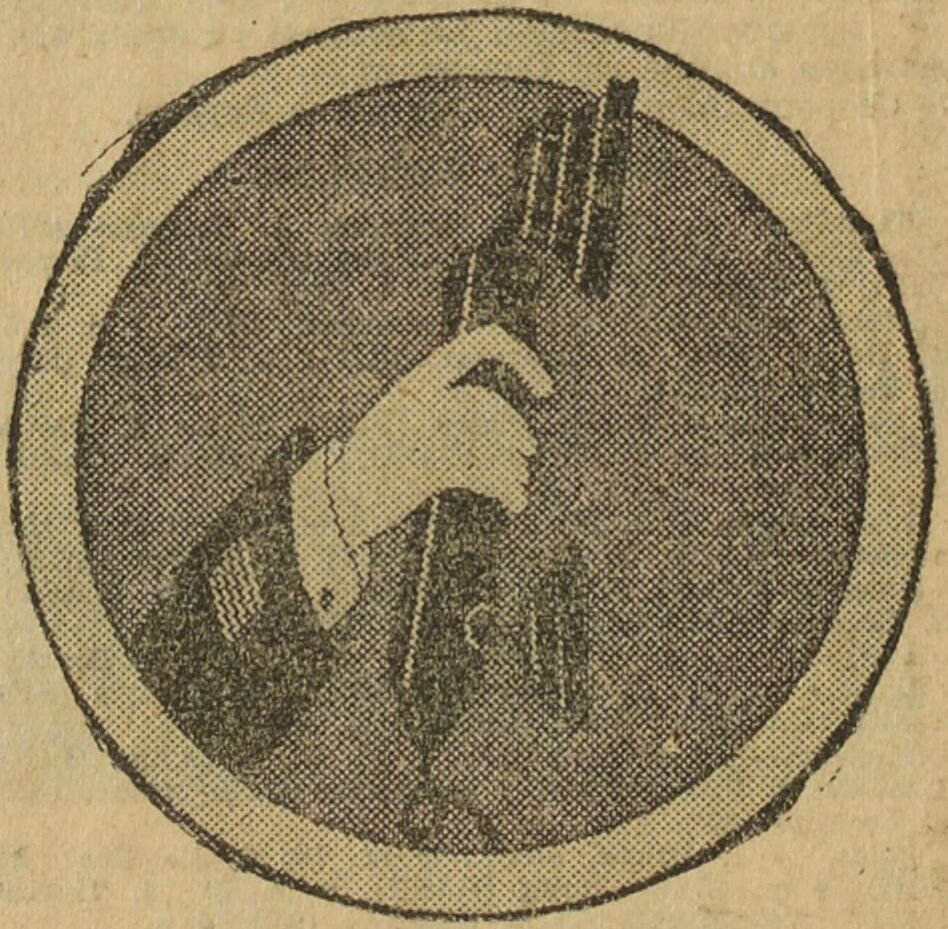
Insigne de l’état-major régimentaire.
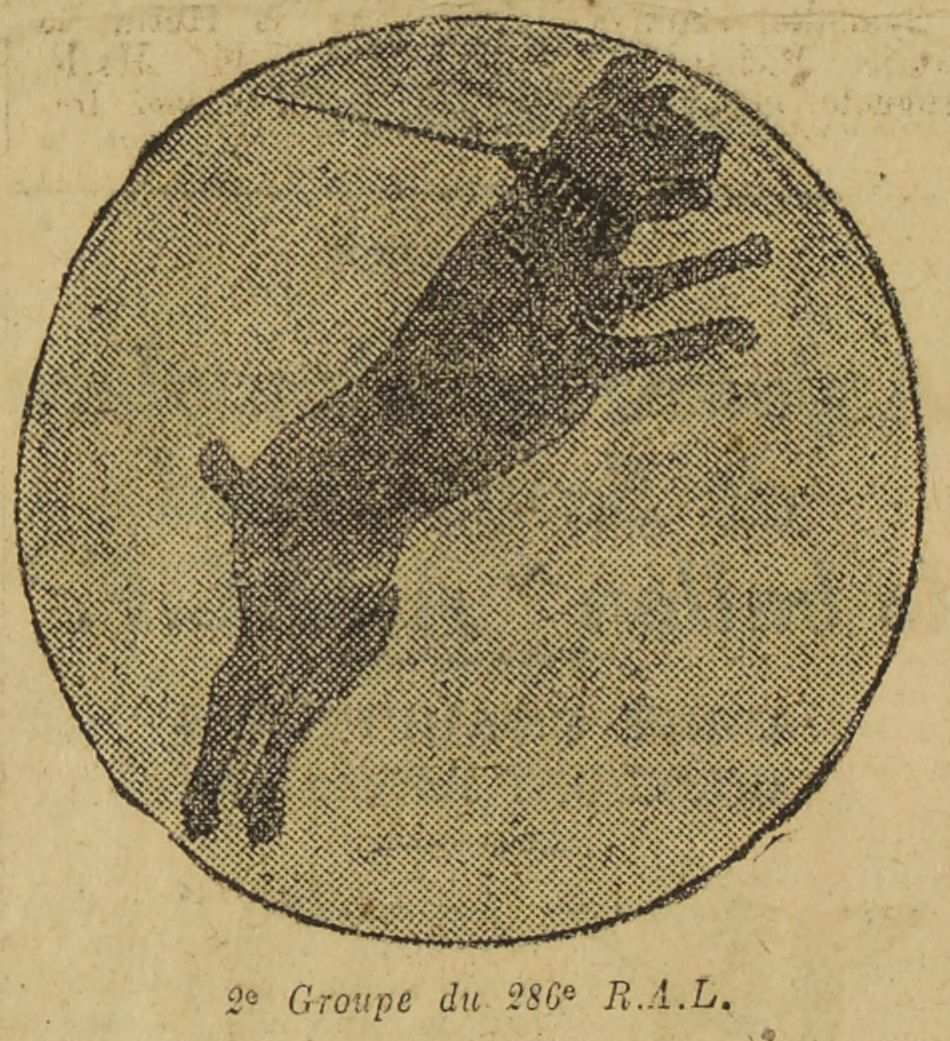
Insigne du IIe groupe.
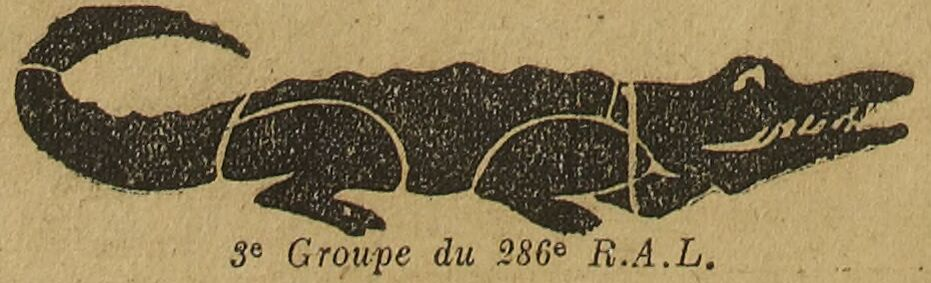
Insigne du IIIe groupe.
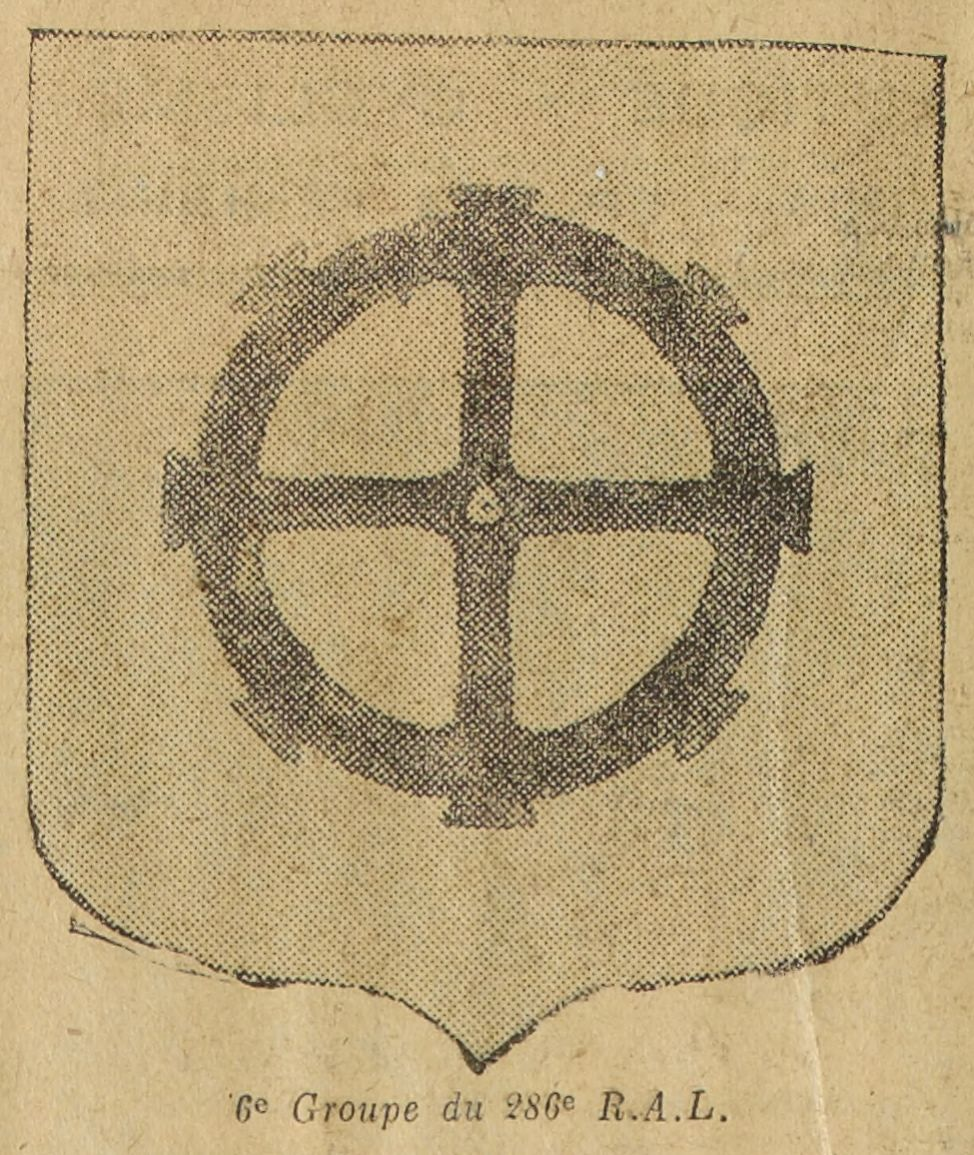
Insigne du VIe groupe.
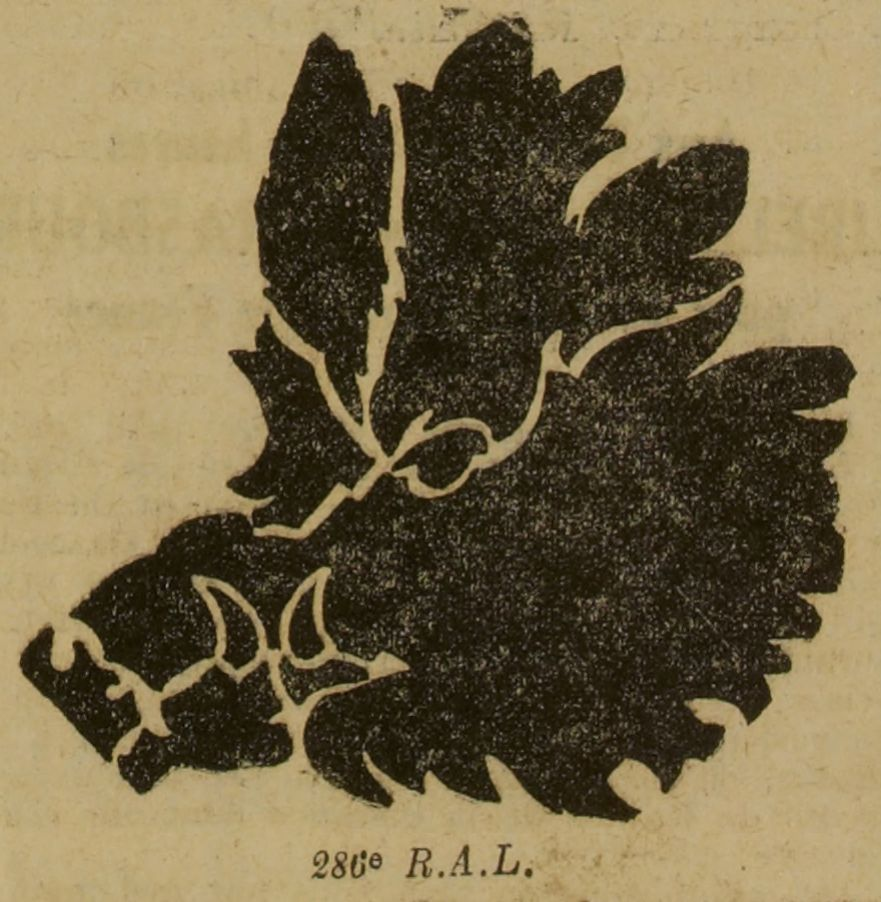
Insigne du Ve groupe.
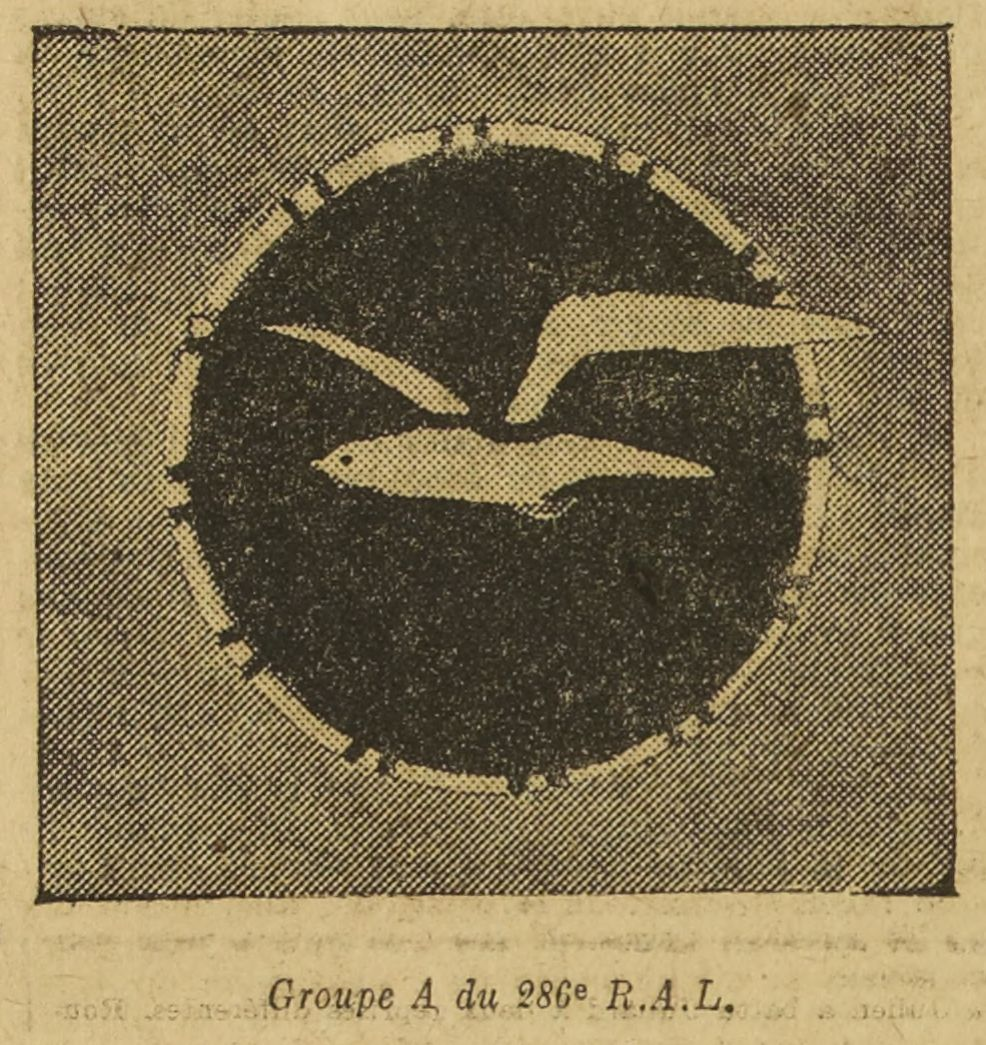
Insigne du groupe A.
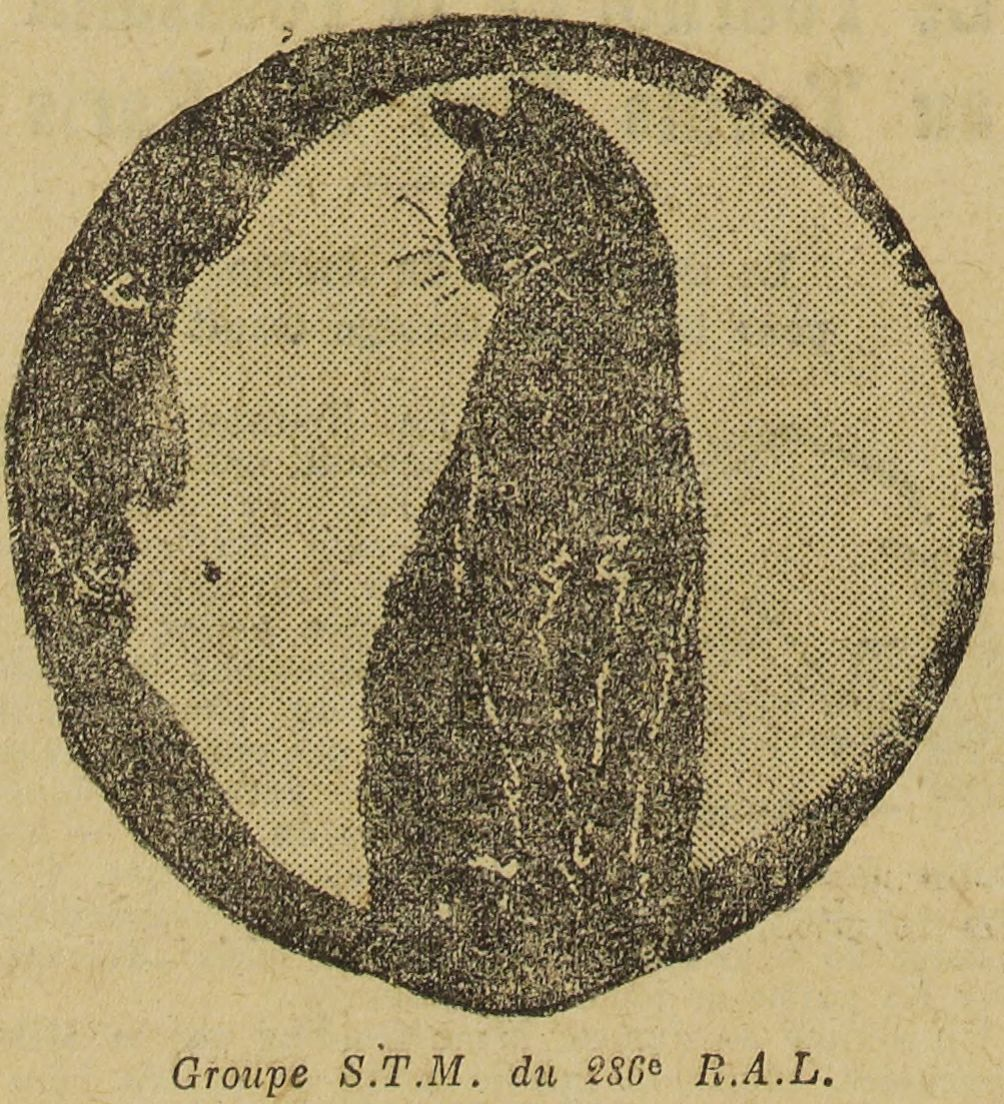
Insigne du groupe des sections de transport de munitions.
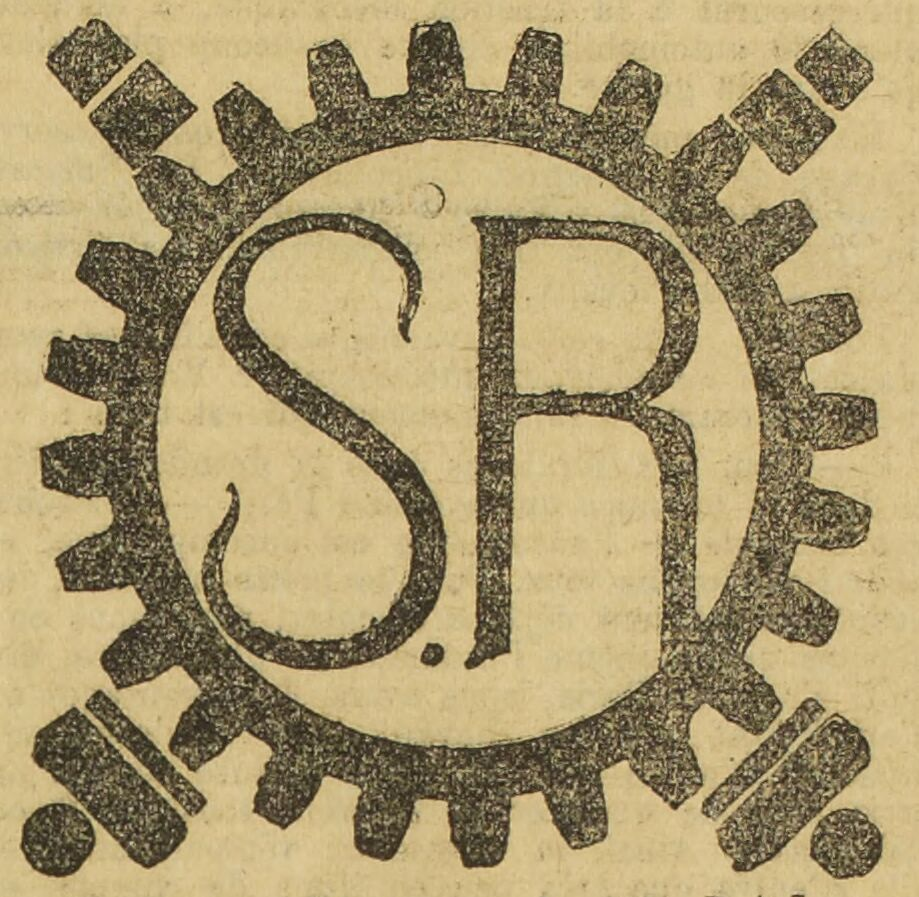
Insigne de la section de réparation.

### 286eRAL- 1939 à 1940
L'insigne du 286e RAL montre dans une rondache un canon de 155 CS sur un fond montagneux. Un croissant avec en pointe l'inscription 286 RA entoure la rondache, qui repose sur deux tubes de canons en sautoir.

### Sources et bibliographie
- Histoire de l'armée française, Pierre Montagnon.
- Historique de l'artillerie française, H. Kauffert.
- Historique du 286e régiment d'artillerie lourde, Lyon, Noirclerc et Feutrier, 1920, 31 p., lire en ligne sur Gallica.
- Guy François, L'artillerie automobile française : des origines à 1919, Histoire & Collections, 2023, 192 p. (ISBN 9791038013445, présentation en ligne).